# Lexikon (Erdély)
Lexikon – betűrendes ismerettár. Bővített, értelmező változata az ún. enciklopédia, a magyar nyelv azonban ehelyett is a lexikon elnevezést szokta használni. Példa erre a budapesti Pallas nagy lexikona, Révai nagy lexikona, Új magyar lexikon címe.

## Bod Péter
A lexikonszerkesztés erdélyi magyar úttörője Bod Péter magyarigeni lelkipásztor, aki Magyar Athenas c. munkájában (Nagyszeben, 1766) betűrend szerint 528 írónak ismerteti életét és munkásságát az egész magyar nyelvterületről, tudományos művek szerzőit épp úgy sorba véve, mint a szépírókat.

## Osvát Kálmán
A romániai magyar szellemi életben e munkát az Osvát Kálmán szerkesztette Erdélyi lexikon (Nagyvárad, 1929) követi, enciklopédikusan átfogva a közélet gazdasági, tudományos, közigazgatási és irodalmi jeleseit és intézményeit, sőt gazdasági és kereskedelmi vállalatok szócikkeit is tartalmazza. Az erdélyi jelleg abban is kifejezésre jut, hogy közöl román és német vonatkozású anyagot is.

## Klein Dezső
Egyidejűleg jelent meg Klein Dezső ügyvéd szerkesztésében az Erdélyi és Bánáti Közgazdasági Lexikon (Nagyvárad, 1929), bankok, takarékpénztárak, gyáripar, kereskedelem tárgykörével (munkatársai közt szerepel Fóris Lajos, Endre Károly és Gyárfás Elemér, grafikonokkal, térképekkel Kursinszky Kálmán), példát adva szaklexikonok számára.

## Damó Jenő, Várady és Berey, Gara Ernő
Következett Damó Jenő Ki kicsoda? c. kötete (Temesvár, 1930), 2. kiadásában már erdélyi nevekkel bővítve (Arad, 1931). A Várady Aladár és Berey Géza szerkesztésében megjelent Erdélyi monografia (Szatmárnémeti, 1934) ugyancsak enciklopédikus jellegű, az Osvát-féle lexikonra épül s annak anyagát vezeti tovább öt évvel, de az adott közművelődési keresztmetszet önkényes és regionális. A budapesti Béta Irodalmi Társaság Ki kicsoda?-jellegű Kortársak lexikona számára készült A romániai magyar nyelvterület szellemi és közéleti személyiségei c. betét (Kolozsvár, 1939) Gara Ernő összeállításában.

## Budapesti lexikonokban romániai magyarok
Romániai magyar életrajzokra és irodalmi anyagra is kitérnek a magyarság egyetemét átfogó budapesti kiadványok, így a Ványi Ferenc szerkesztésében megjelent Magyar irodalmi lexikon 1926-ban vagy a Szinnyei József megindította Magyar írók élete és munkái Gulyás Pál-féle új sorozata, 1939-ben megjelent I. kötetétől kezdve. Erdély közéleti személyiségeit sorolja fel a Hortobágyi Jenő szerkesztette Keresztény magyar közéleti almanach (Budapest, 1941), elmondva róluk, mit tettek magyarságukért a kisebbségi élet 22 éve alatt. Erdély magyar szépirodalmáról számol be a Benedek Marcell nevével jegyzett Magyar irodalmi lexikon (Budapest, 1963-65) három kötete.

## RMIL történetéhez
Teljes adattárat a romániai magyar írásbeliségről és fenntartó intézményeiről a Romániai magyar irodalmi lexikon (RMIL) Kolozsvárt, 1968. november 30-án alakult 11 tagú írói szerkesztőbizottsága kezdett összeállítani. Az öt kötetre tervezett mű I. (A-F) kötetét a Kriterion Könyvkiadó 1982. február 23-án mutatta be Nagyváradon. A II. (G-Ke) kötet 1983-as évszámmal hatósági letiltás következtében gépiratban rekedt, s csak a Ceaușescu-diktatúra bukása után, 1991. július 19-én került INDEX-borítóval forgalomba Nagyváradon az RMDSZ székházában tartott ünnepség keretében. Utolsó, 5. kötete (amely tulajdonképpen két kötet 5/1 és 5/2) 2010-ben jelent meg.

## Magyar életrajzi lexikon
Az elhalálozott erdélyi magyar személyiségek adatait közli a Kenyeres Ágnes szerkesztésében 1967-ben Budapesten indult Magyar életrajzi lexikon kiegészítő kötettel 1994-ig ért négy kötete.

## Rejtett lexikonok
Rejtett lexikon-típusnak nevezhetjük a folyóiratokban, évkönyvekben egy-egy szempont szerint válogatott betűrendes közlést. Ilyen például az Igaz Szó munkatársainak életrajzi felsorolása (1977/8) vagy a Romániai Magyar Írók Repertóriuma A Hét 1978-as évkönyvében Bernád Ágostontól s Katona Szabó István Színházi Kislexikona A Hét 1982-es évkönyvében, mely a romániai magyar színi élet 472 művészének pályáját rajzolja fel.

## Magyar alkotókat is bemutató román nyelvű lexikonok
Román fedőjelzés alatt magyar szerzőket is bemutat "de naționalitate maghiară" megkülönböztetéssel az Albatros Könyvkiadó kislexikon-sorozata, így a magyar szépírókat és lapokat Marian Popa Dicționar de literatură română contemporană c. kötete (2. kiadás, 1977), s ugyancsak példaszerűen a romániai magyar történészeket a Ștefan Ștefănescu összeállította Enciclopedia istoriografiei românești (magyar társszerző Demény Lajos, 1978). Ugyancsak nemzetiségi különbség nélkül mutatja be a zenei élet jeleseit Viorel Cosma Muzicieni români (1970) c. zenei lexikonja, méghozzá úgy, hogy 3. kiadása (I. kötet, 1989) már a megfelelőbb Muzicieni din România címet viseli.